# جيف ميرفي
جيف ميرفي (بالإنجليزية: Geoff Murphy) (و. 1938 – 2018 م) هو مخرج أفلام، ومنتج أفلام، وكاتب سيناريو، ومنتج بضائع، ومخرج نيوزيلندي، ولد في ويلينغتون، بدأ مشواره المهني سنة 1974، توفي عن عمر يناهز 80 عاماً.

## التعليم
تعلم في جامعة ماسي.

## جوائز
حصل على جوائز منها:
- نيشان الاستحقاق لنيوزيلندا من رتبة ضابط  [لغات أخرى]‏.

## وصلات خارجية
- جيف ميرفي على موقع IMDb (الإنجليزية)
- جيف ميرفي على موقع ألو سيني (الفرنسية)
- جيف ميرفي على موقع تيرنر كلاسيك موفيز (الإنجليزية)
- جيف ميرفي على موقع أول موفي (الإنجليزية)
- جيف ميرفي على موقع قاعدة بيانات الأفلام السويدية (السويدية)
- جيف ميرفي على موقع ديسكوغز (الإنجليزية)
- جيف ميرفي على موقع قاعدة بيانات الفيلم (الإنجليزية)
- جيف ميرفي على موقع كينوبويسك (الروسية)